# Mbuyu Twite
Éric Gasana Twite Gino Kabange Mbuyu (ur. 4 kwietnia 1984 w Kinszasie) – rwandyjski piłkarz grający na pozycji prawego obrońcy. W swojej karierze rozegrał 34 mecze i strzelił 3 gole w reprezentacji Rwandy.

## Kariera klubowa
Swoją karierę piłkarską Twite rozpoczął w klubie FC Saint Eloi Lupopo. W sezonie 2003 zadebiutował w jego barwach w pierwszej lidze Demokratycznej Republiki Konga. Grał w nim do 2006 roku. W latach 2006-2012 był piłkarzem APR FC. Wraz z nim wywalczył pięć tytułów mistrza Rwandy w sezonach 2006/2007, 2008/2009, 2009/2010, 2010/2011 i 2011/2012, wicemistrzostwo w sezonie 2007/2008 oraz pięć Pucharów Rwandy w latach 2007, 2008, 2010, 2011 i 2012. W 2012 roku przeszedł do tanzańskiego Young Africans SC. Grał w nim do końca 2016. Wraz z nim czterokrotnie zostawał mistrzem Tanzanii w sezonach 2012/2013, 2014/2015, 2015/2016 i 2016/2017, raz wicemistrzem w sezonie 2013/2014 oraz zdobył Puchar Tanzanii w 2015 roku. W latach 2017-2018 był piłkarzem omańskiego Fanja SC, w którym zakończył karierę.

## Kariera reprezentacyjna
W reprezentacji Rwandy Twite zadebiutował 17 czerwca 2007 w przegranym 1:2 meczu kwalifikacji do Pucharu Narodów Afryki 2008 z Kamerunem, rozegranym w Garoui. Od 2007 do 2013 wystąpił w kadrze narodowej 34 razy i strzelił 3 gole.